# Lixophaga diatraeae
Lixophaga diatraeae là một loài ruồi trong họ Tachinidae.